# Concerto pour clarinette no 2 de Weber
Pour les articles homonymes, voir Concerto pour clarinette (homonymie).
Le Concerto pour clarinette no 2 en mi bémol majeur, op. 74, est une œuvre de Carl Maria von Weber, commandée par le roi de Bavière Maximilien Ier en 1811, à l'intention du clarinettiste Heinrich Joseph Bärmann. La commande portant sur deux œuvres, le compositeur travaille en même temps au Concerto pour clarinette no 1, op. 73. Le second concerto porte la référence J. 118 dans le catalogue de ses œuvres établi par Friedrich Wilhelm Jähns.

## Composition
Au début de 1811, Carl Maria von Weber se lie d'amitié avec le clarinettiste Heinrich Joseph Bärmann, qui assure la création de son Concertino pour clarinette, op. 26. La création de cette œuvre très brève, triomphale, entraîna une commande du roi de Bavière Maximilien Ier pour deux œuvres. Le compositeur travaille donc en même temps au Concerto pour clarinette no 1, op. 73.

## Structure
L'œuvre est en trois mouvements :
1. Allegro à quatre temps () en mi bémol majeur,
2. Adagio con moto à 
 en sol mineur, avec des modulations vers do mineur à l'orchestre et fa majeur pour les interventions du soliste,
3. Alla Polacca — rondo à 
 en mi bémol majeur.

## Orchestration
| Instrumentation du Concerto pour clarinette no 2                     |
| Bois                                                                 |
| 1 clarinette en si soliste, 2 flûtes, 2 hautbois, 2 bassons          |
| Cuivres                                                              |
| 2 cors en mi , 2 trompettes en mi                                    |
| Percussions                                                          |
| 2 timbales                                                           |
| Cordes                                                               |
| Premiers violons, seconds violons, altos, violoncelles, contrebasses |

## Postérité
Norman Heim considère que le Concerto pour clarinette no 2 est « techniquement et rythmiquement plus exigeant, mais musicalement moins profond que le premier Concerto ».

## Discographie
- Weber, Concertos pour clarinette no 1 & 2, Concertino et Quintette avec clarinette — Sabine Meyer (clarinette), Staatskapelle de Dresde, dirigé par Herbert Blomstedt — EMI Classics (1986)
- Weber, Kurpiński, Crusell, 1811 (Concerto pour clarinette no 2) — Sharon Kam (clarinette), ORF Vienna Radio Symphony Orchestra, dirigé par Gregor Bühl — Orfeo (2019)

### Ouvrages généraux
- (en) Norman M Heim, Clarinet Literature in Outline, Hyattsville, Norcat Music Press, 1984, 86 p. (OCLC 11052170).

### Monographies
- Jean-Luc Caron et Gérard Denizeau, Carl Maria von Weber, Paris, bleu nuit éditeur, coll. « horizons » (no 73), 2019, 176 p. (ISBN 978-2-358-84087-3).
- John Warrack (trad. Odile Demange), Carl Maria von Weber, Paris, Fayard, 1987, 480 p. (ISBN 978-2-213-01979-6).